# Svarttjärnen (Bjurholms socken, Ångermanland, 708652-164525)
Svarttjärnen är en sjö i Bjurholms kommun i Ångermanland och ingår i Lögdeälvens huvudavrinningsområde. Svarttjärnen ligger i Lögdeälven Natura 2000-område.